# Eleição municipal de Fortaleza em 1947
As eleições municipais de Fortaleza em 1947, aconteceram no dia 7 de dezembro, com parte das eleições municipais no Brasil em 1947. Foi a segunda eleição municipal realizadas após a criação da Justiça eleitoral, e a primeira após o Estado novo. Foram eleitos um prefeito, e 21 vereadores. O prefeito titular, à época da eleição, era José Leite Maranhão.
Acrísio Moreira da Rocha sagrou-se vencedor na disputa para prefeito, recebendo 56,53% dos votos válidos, derrotando três adversários, sendo o principal Diogo Vital de Siqueira.

## Candidatos
Foram apresentadas quatro candidaturas à prefeito:
Nota: a tabela a seguir está organizada por ordem alfabética de candidatos.
| Prefeito(a)              | Prefeito(a) | Prefeito(a) | Prefeito(a)   |
| Candidato                | Partido     | Partido     | Coligação     |
| ------------------------ | ----------- | ----------- | ------------- |
| Acrísio Moreira da Rocha |             | PR          | Sem coligação |
| Diogo Vital de Siqueira  |             | UDN         | Sem coligação |
| José Lins de Sousa       |             | PTB         | Sem coligação |
| Stênio Gomes da Silva    |             | PSP         | (PSP/PSD)     |

Fonte: 

## Resultados

### Prefeito[2][3]
| Candidato(a)             | Turno Único 7 de dezembro de 1947 | Turno Único 7 de dezembro de 1947 |
| Candidato(a)             | Total                             | Percentagem                       |
| ------------------------ | --------------------------------- | --------------------------------- |
| Acrísio Moreira (PR)     | 18.971                            | 56,33%                            |
| Diogo Vital (UDN)        | 10.675                            | 31,81%                            |
| Stênio Gomes (PSP/PSD)   | 3.482                             | 10,38%                            |
| José Lins de Sousa (PTB) | 433                               | 1,29%                             |

Fonte:
| Partido | Partido | Candidato       | Votos  | Votos (%) |
| ------- | ------- | --------------- | ------ | --------- |
|         | PR      | Acrísio Moreira | 18 971 | 56,53%    |
|         | UDN     | Diogo Vital     | 10 675 | 31,81%    |
|         | PSP     | Stênio Gomes    | 3 482  | 10,38%    |
|         | PTB     | José Lins       | 433    | 1,29%     |
| Totais  | Totais  | Totais          | 33 561 |           |

## Vereadores Eleitos
| Candidato                           | Partido/Coligação | Votação |
| ----------------------------------- | ----------------- | ------- |
| Alísio Borges Mamede                | PR                | 2.409   |
| Américo Barreira                    | PR                | 1.123   |
| Manoel Feitosa                      | PR                | 1.071   |
| José Júlio Cavalcante               | PR                | 1.029   |
| Isaac Maciel                        | PR                | 863     |
| Lauro Brígido Garcia                | PR                | 828     |
| Joaquim Alexandre Valentim          | PR                | 687     |
| Leôncio Botelho                     | PR                | 541     |
| José Cláudio Oliveira               | PR                | 491     |
| Joaquim Teófilo Cordeiro de Almeida | PR                | 487     |
| José Batista Barbosa                | PR                | 421     |
| Sebastião Gonçalves Ferreira        | UDN               | 692     |
| Francisco Edmilson Pinheiro         | UDN               | 561     |
| Expedito Maia da Costa              | UDN               | 529     |
| Edival de Melo Távora               | UDN               | 526     |
| João Alves Albuquerque              | PSP/PSD           | 660     |
| Mário de Assis Batista              | PSP/PSD           | 609     |
| José Diogo da Silveira              | PSP/PSD           | 501     |
| Aldenor Nunes Freire                | PTB               | 551     |
| Gutemberg Brawn                     | PTB               | 444     |
| José Denizard Macêdo de Alcântara   | PRP               | 1.024   |

Fonte: 